# Васюхник, Павел Сергеевич
Па́вел Серге́евич Васюхник (Васютник) (1871 — не ранее 1907 года) — член II Государственной думы от Волынской губернии, крестьянин.

## Биография

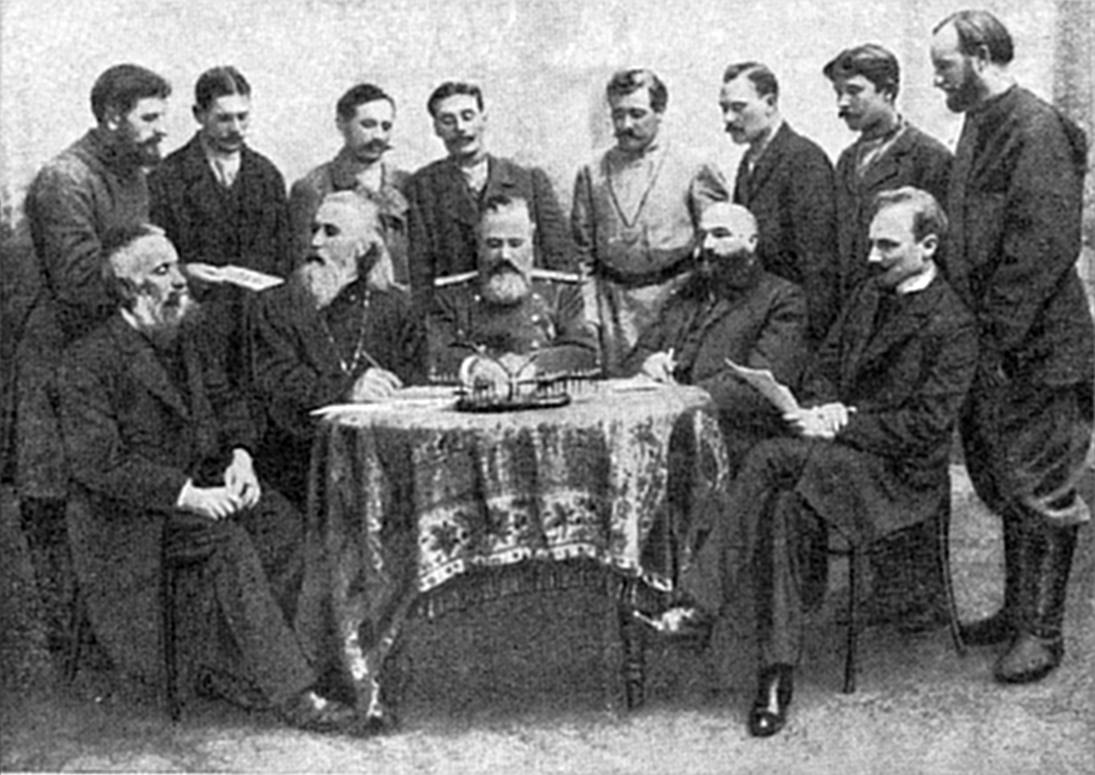
Члены 2-й Государственной думы от Волынской губернии. Сидят: И.Ф. Дрбоглав, Д.И. Герштанский, Г.Е. Рейн, Г.Н. Беляев, В.В. Шульгин; Стоят: П.С. Васюхник, Е.К. Бас, А.Ф. Коренчук, И.С. Ющук, В.С. Калишук, М.Ф. Гаркавый, М.А. Игнатюк, М.М. Никончук

Православный, крестьянин села Староселье Колковской волости Луцкого уезда.
Получил начальное образование — малограмотный. Занимался земледелием (4½ десятины надельной земли). Был членом Союза русского народа.
6 февраля 1907 года избран во II Государственную думу от общего состава выборщиков Волынского губернского избирательного собрания. Входил в группу беспартийных. Среди прочего подписал заявление группы умеренных крестьян по аграрному вопросу, а также заявление депутатов-крестьян с требованием сохранить волостной суд при его демократизации.
Участвовал в депутации правых думцев-крестьян, удостоившихся аудиенции Николая II 14 апреля 1907 года. После Третьеиюньского переворота подписал телеграмму на имя императора с благодарностью за роспуск Думы и изменение избирательного закона. Дальнейшая судьба неизвестна.